# Fayence

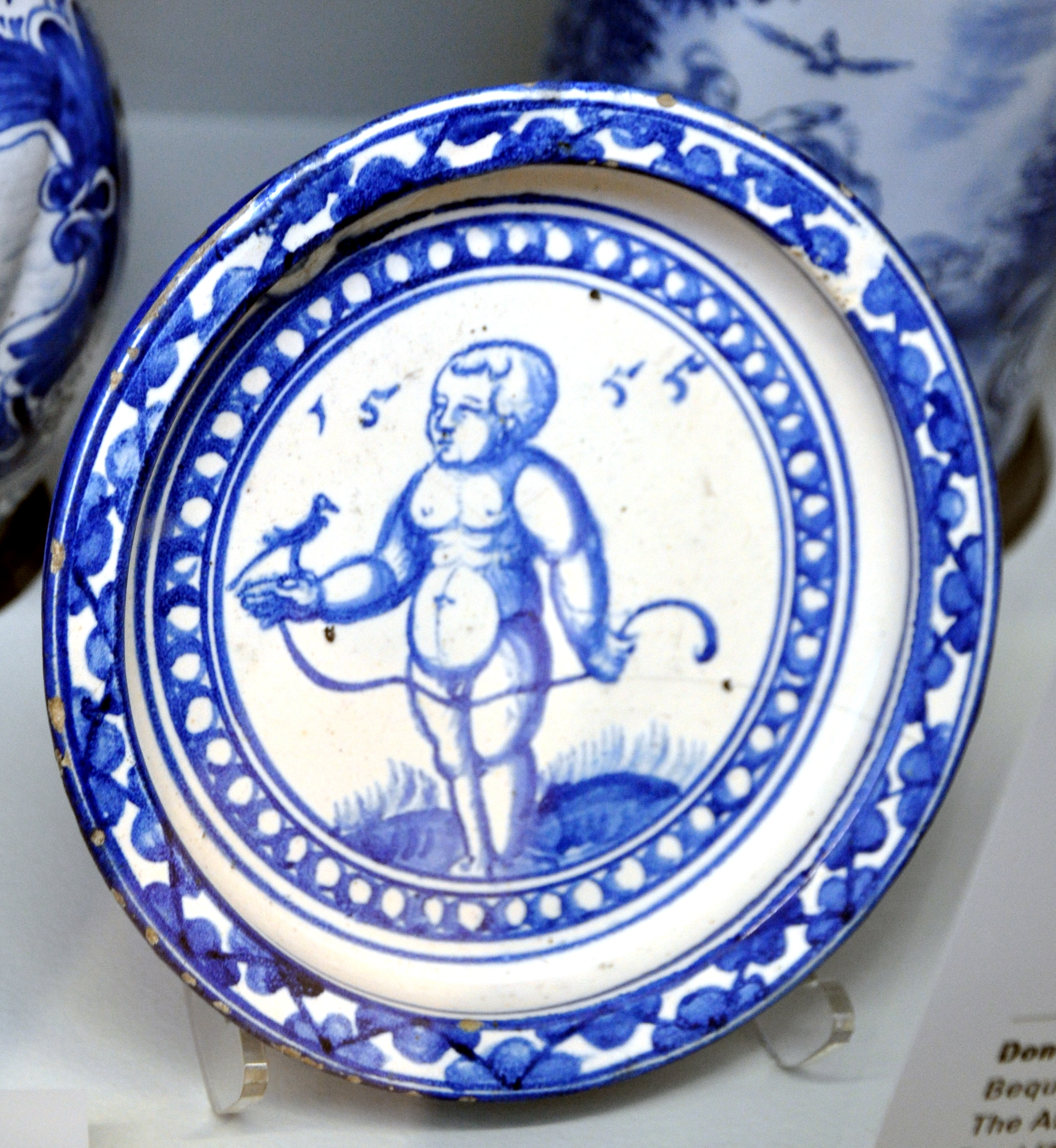
Teller als Fayence-Ware, datiert auf 1555, vermutlich aus Nürnberg

Fayence (IPA: [faˈjɑ̃ːs], anhörenⓘ) ist die von der italienischen Stadt Faenza abgeleitete französische Bezeichnung für einen Teilbereich kunsthandwerklich hergestellter Keramik. Bei Fayencen handelt es sich um mit offener Porosität gesintertes Irdengut, dessen gelblich-grauer oder rötlicher bis bräunlicher, saugfähiger Scherben mit einer weiß (selten farbig) deckenden Glasur überzogen ist. Dabei ist ein wesentlicher Bestandteil der Glasur Zinnfritte. Fayencen sind meist blau oder mehrfarbig bemalt.

## Begriff und Abgrenzung
Das Wort Fayence ist von französisch faïence [fa´jã:s] übernommen, das seinerseits im 16. Jahrhundert von dem italienischen Produktionsort Faenza hergeleitet wurde. Keine echten Fayencen sind Arbeiten aus Tonware (Irdenware), die mit einer Engobe aus hellem Tonschlicker und darüber einer transparenten Bleiglasur überzogen wurden. Gelegentlich werden diese ungenau als „Halbfayencen“ oder „Mezzo-Majolika“ bezeichnet.
Teils in Abgrenzung zur Fayence, teils als deren Unterbegriff wird als Majolika im kunstgeschichtlichen Sprachgebrauch die mit Scharffeuerfarben bemalte, spanische und italienische zinnglasierte Tonware vor allem aus deren Blütezeit im 15. bis 17. Jahrhundert bezeichnet. In Keramiktechnologie und Umgangssprache wird bis heute Majolika für verschiedene Arten von glasierten Tonwaren verwendet. Dies erfolgt seit Ende des 19. Jahrhunderts, als im Zuge des Historismus die weitgehend untergegangene Produktion von zinnglasierter Ware wieder aufgegriffen wurde und deren Hersteller sich gern Majolika-Manufakturen nannten.
Für Fayence wurde im Sprachgebrauch des 16.–19. Jahrhunderts auch der ungenau verwendete Begriff „porceleyne“ gebraucht, das sich allerdings eigentlich durch den hochweißen, durchscheinenden, härter gebrannten Scherben aus Kaolinton von der nur schwach gesinterten Irdenware der Fayence unterscheidet.

## Material und Technik

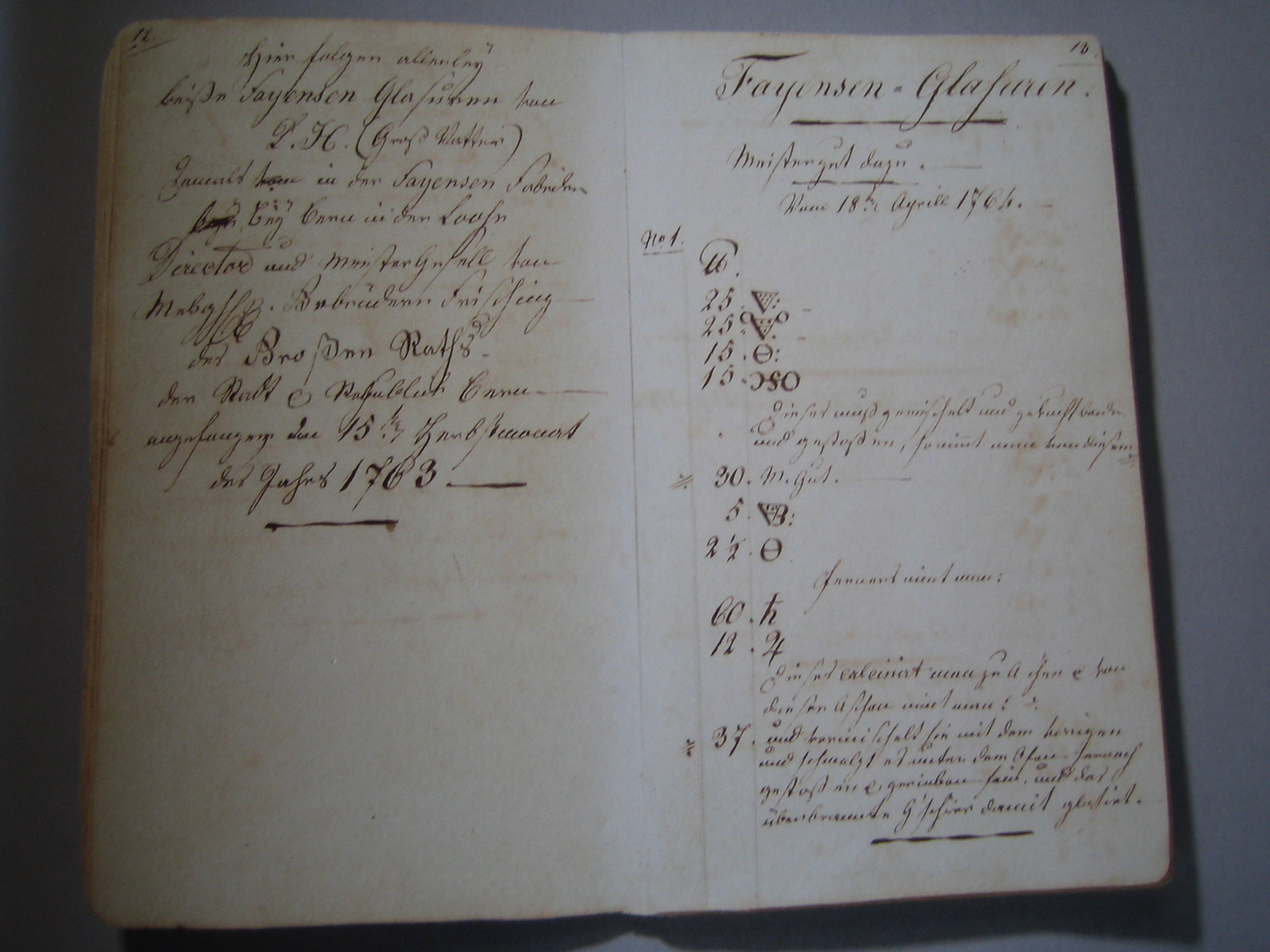
Rezeptbuch des Hafners Daniel Herrmann für Fayenceglasuren (Abschrift um 1861)

Rohstoff der Fayence ist gelblich-grauer oder rötlich bis bräunlich brennender Ton. Um die Farbe des Scherben abzudecken, dem Weiß des Porzellans nahezukommen, einen geeigneten Malgrund zu schaffen und die Oberfläche undurchlässig und schmutzunempfindlich zu machen, wird eine Glasur aufgebracht: Die geformte und lederhart getrocknete Ware wird dazu bei etwa 800 bis 900 °C einem ersten Ofendurchgang, dem Schrühbrand, ausgesetzt. Auf den dann porösen Ton wird durch Tauchen oder Begießen ein wässriger Glasurbrei aus Zinnoxid aufgetragen. Die als Überzug auf dem Stück haften gebliebene Glasurmasse wird bei einem zweiten Brand bei etwa 1100 °C aufgeschmolzen. Vor dem Glasurbrand können nach dem Trocknen des noch matten Überzugs Scharffeuerfarben (wegen der hohen Temperaturen beschränkt auf Kobaltblau, Kupfergrün, Antimongelb, Manganviolett, oder -braun und schwarz) als farbige Muster aufgetragen werden. Während des zweiten Brands (Garbrand) schmilzt dann bei 900 bis 1050 °C die Glasur zu einem glatten weißen Überzug und die Farben treten leuchtend hervor. Auf die fertig glasierten Stücke können nach dem zweiten Brand noch Muffelfarben aufgetragen werden, die eine erweiterte Farbskala bieten. Die Muffelfarben werden bei einem dritten schwachen Brand angeschmolzen. Lackfarben und Gold werden nicht gebrannt („kalte Bemalung“).

## Produktion, Vertrieb, Markenwesen

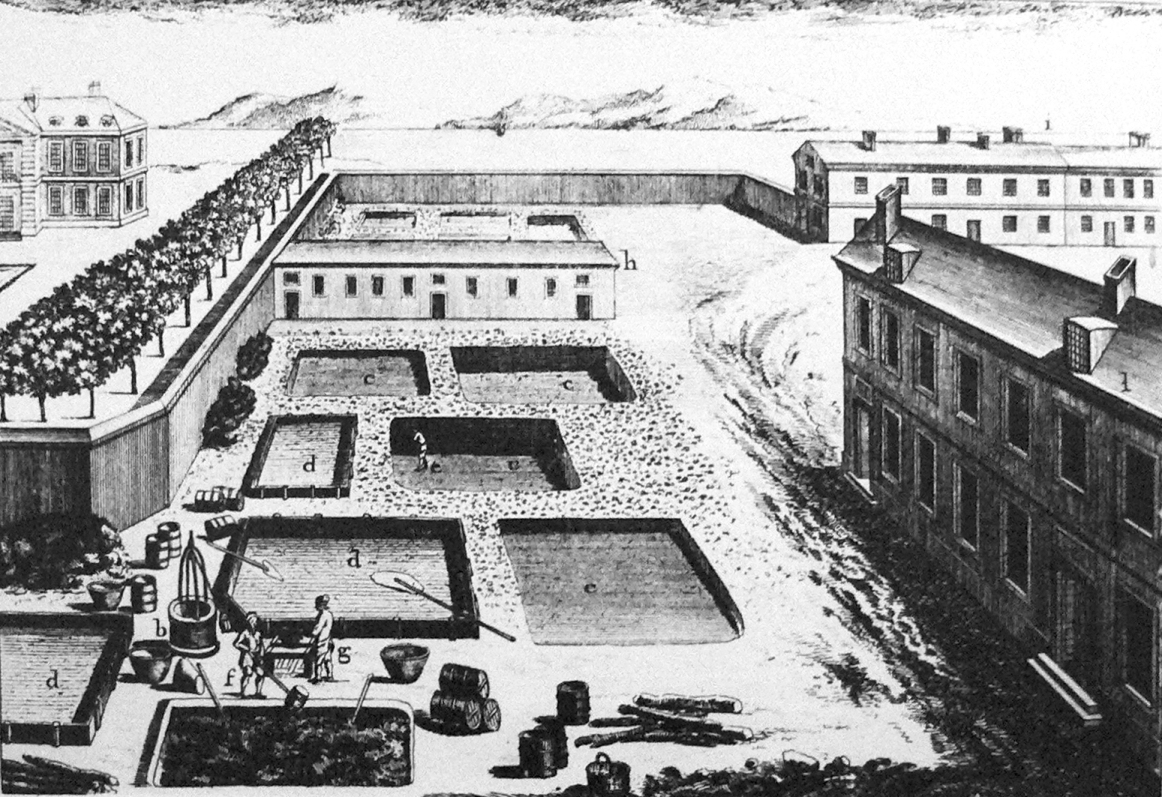
Fayencemanufaktur mit Tongruben in der Encyclopédie ou Dictionnaire raisonné des sciences, des arts et des métiers, 1763

Die Manufakturen waren auf der Grundlage feudalen oder kaufmännischen Kapitals entstanden. So konnten in einem Zuge ausgedehnte bauliche und technische Anlagen entstehen und eine zahlreiche, fachlich spezialisierte Belegschaft eingesetzt werden. Zu den Tonzubereitern, Drehern, Modelleuren, Formern, Glasierern, Malern und  Vergoldern, den Arbeitern in den Tongruben und am Brennofen traten Tagelöhner und Handlanger.
Die Produktionsweise war auf Serienfertigung, wenn nicht, wie bei den Fliesen, gar auf Massenware hin ausgelegt. Zu Lieferungen auf Bestellung hatten nur der Hof oder lokale Kunden Gelegenheit. Sie sind an Wappen und Inschriften zu erkennen. Die Masse der Produkte jedoch wurde auf Vorrat hergestellt. Der Absatz auf Märkten und Messen erforderte zusätzliche Mitarbeiter.
Im Gegensatz zu Silber und Zinn, selbst zu Porzellan und Steingut weisen Fayencen nicht prinzipiell und regelmäßig Fabriksignaturen auf. Nur gelegentlich weisen mit dem Pinsel unter die Gefäße gezeichnete Zeichen und Monogramme auf die Herstellermanufaktur hin (z. B. Augsburg: Pinienzapfen – aus dem Wappen von Augsburg; Bayreuth: BK oder BP; Hannoversch Münden: CCC; Wrisbergholzen: WR; Köln: Anker; Schrezheim: Buchszweig in Pfeilform). Noch seltener sind Monogramme als Malersignaturen. Das gering ausgeprägte Markenwesen mag damit zusammenhängen, dass die jeweiligen Absatzgebiete der Manufaktur zwar weit ausgriffen, aber nur unter mäßigem Konkurrenzdruck standen, zumal wenn sie durch Privilegien geschützt waren. Malersignaturen dienten in erster Linie als manufakturinterner Nachweis.

## Geschichte der Fayence in Europa

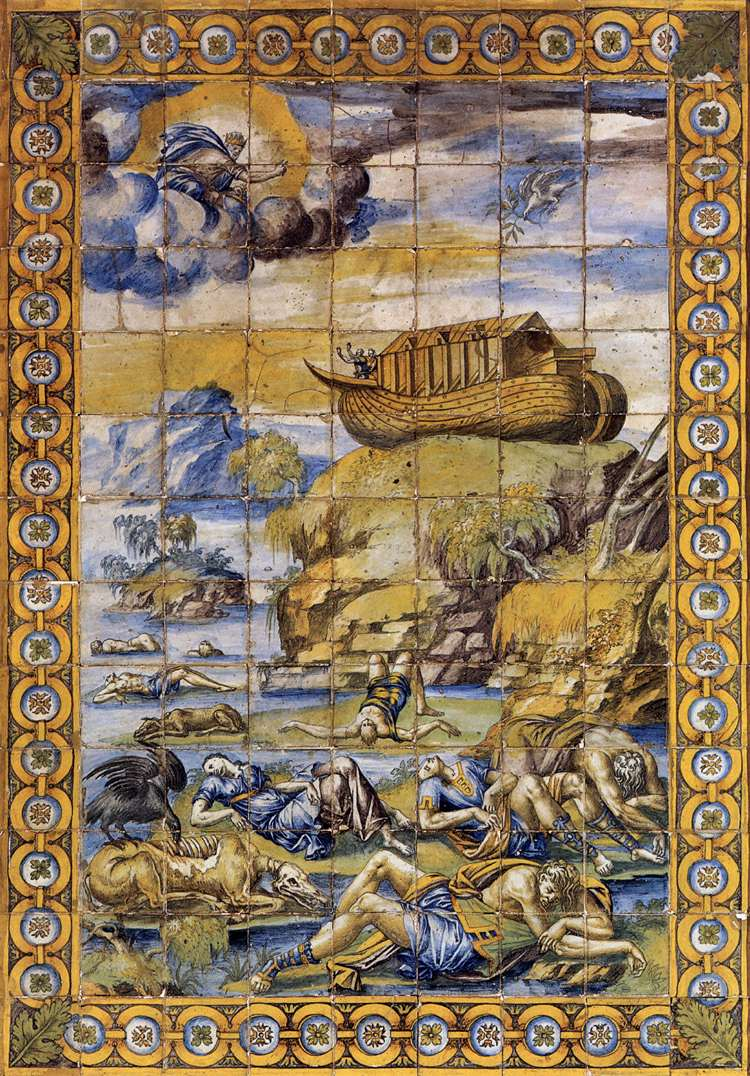
Die Sintflut, Fayencefliesentableau von Masséot Abaquesne, um 1550, im Museum der Renaissance im Schloss Écouen

Mit fayenceähnlichen Techniken hergestellte Tonwaren mit gefärbten Bleiglasuren (ohne Zinn) gibt es schon seit dem 4. Jahrtausend v. Chr., vor allem in der ägyptischen Baukeramik (siehe Hippopotamus William, 2. Jt. v. Chr.). Echte Fayence mit Zinnglasur ist erst seit 500 v. Chr. in Mesopotamien und Persien nachweisbar, wurde zu islamischer Zeit, im 9. Jahrhundert, für Gefäßkeramik verwendet und verbreitete sich über Persien in die islamischen Regionen Nordafrikas und Spaniens.

### Italien
Die maurischen Erzeugnisse gelangten im 14. und 15. Jahrhundert über den Umschlagplatz Mallorca nach Italien, wo in der Renaissance eine künstlerisch bemerkenswerte eigene Tradition mit der hier Majolika genannten, technisch identischen Keramik begründet wurde. Neben Urbino war Faenza der bedeutende Produktionsort für Majolika.

### Frankreich
Nach der italienischen Stadt Faenza wurden in Frankreich die von dort importierte Luxuskeramik faïence genannt. Eine eigene Produktion in den Werkstätten des 16. Jahrhunderts ist noch von italienischen Handwerkern und Einflüssen bestimmt. In der zweiten Hälfte des 17. Jahrhunderts bilden die französischen Manufakturen (vor allem Nevers, Rouen, Marseille Lunéville und Moustiers) spezifische Eigenarten aus. Ein Austausch von Mustern und Motiven mit deutschen Manufakturen ist das ganze 18. Jahrhundert hindurch zu beobachten.

### Slowakei

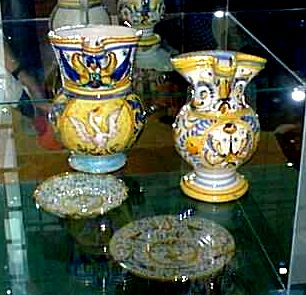
Habaner-Fayence

Mitte des 16. Jahrhunderts migrierten Hutterer, die sog. Habaner nach Oberungarn. Neben anderen Künsten und Handwerken brachten sie auch die Keramikherstellung mit. Die hier (auch nach der Rekatholisierung) hergestellte Töpferware wird weiterhin als Habaner-Fayencen bezeichnet.

### Schweiz
In der Stadt Winterthur hatte sich spätestens 1574 die Produktion von Fayence-Kachelöfen etabliert. Bekannt wurde die Familie Pfau mit Ludwig Pfau I. Die Ofenbauer, sogenannte Hafner, haben diese dann weit über die Schweizer Grenzen hinweg vertrieben. Bekannte erhaltene Exemplare stehen in Schloss Mörsburg, in Isny im Allgäu sowie im Klostergut Paradies.

### Polen
Ein wichtiges Zentrum in Mittel- und Osteuropa war Polen. Zu den bekanntesten Unternehmen gehörte eine Fabrik in Włocławek (dt. Leslau). Die erste Fabrik wurde hier im Jahre 1873 in Betrieb genommen. Ihre Gründer waren Zygmunt Kuhlfeld, Dawid Czamański, Izydor Szrejer und Bernard Boas. Die ersten Erzeugnissen waren Teller, Schalen, Küchenbehälter, Frühstück- und Mittagessenservice sowie ein reiches Angebot der Fayencegalanterie. Neue Inhaber wurden Józef Teichfeld und Ludwik Asterblum. Im Jahre 1973 wurde der Name des Unternehmens auf den Namen „Vereinte Betriebe der Tischkeramik“ geändert. Ein Teil der ehemaligen Fayence-Fabrik produziert weiter, ein anderer Teil wurde zu einem modernen Appartementgebäude und Einkaufs- und Unterhaltungszentrum Wzorcownia Włocławek umgebaut.

### Portugal
Eine ganz eigene Entwicklung der Fayencekunst ist in Portugal bis zum heutigen Tage sichtbar: die Fliesenkunst der Azulejos, die das Innere und Äußere so vieler Häuser schmücken.

### Niederlande

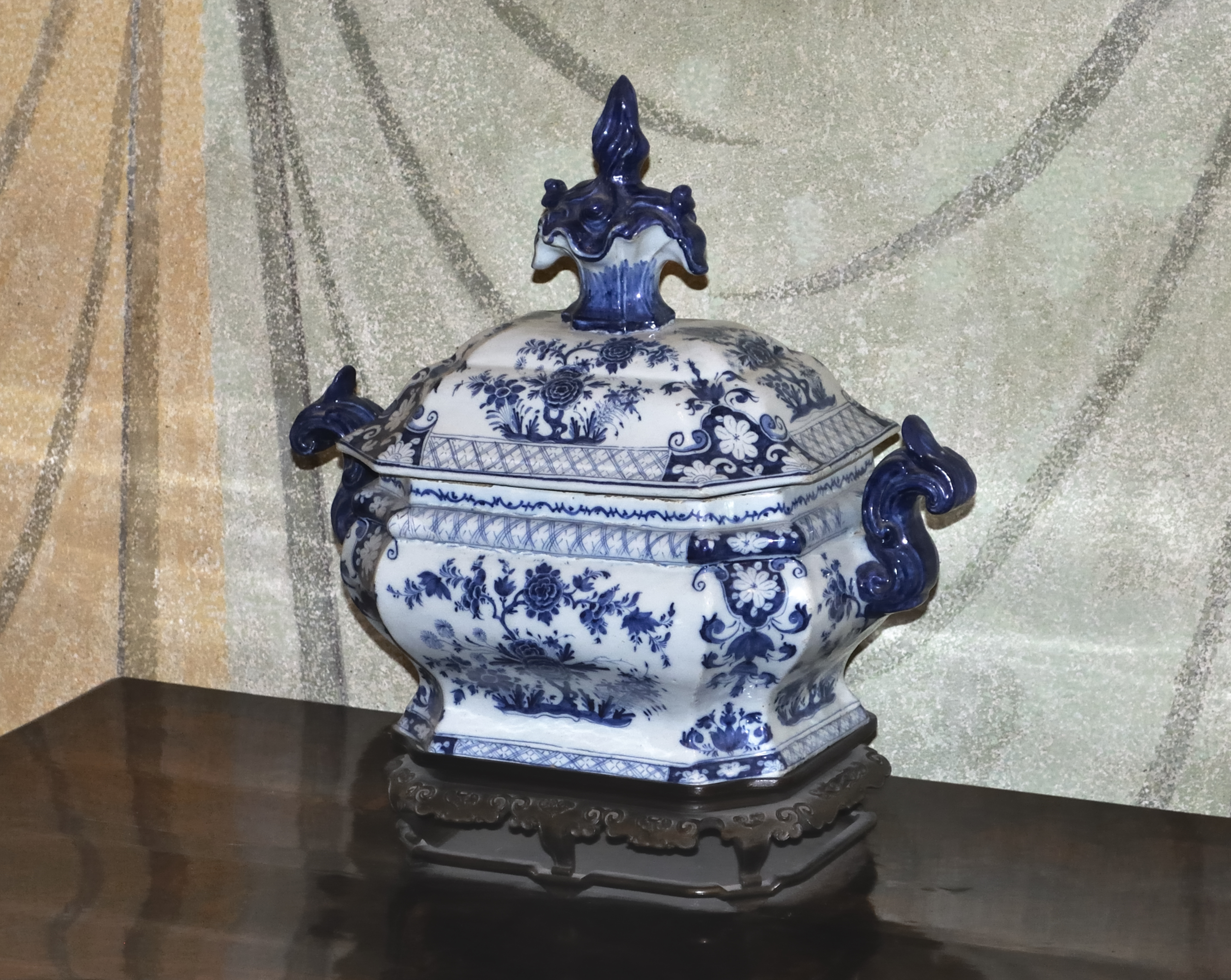
Delfter Fayencetopf mit Deckel aus dem 18. Jahrhundert in der Marienburg

In den Niederlanden hatten italienische Handwerker die Fayencetechnik schon im 16. Jahrhundert etabliert. Doch eine enorme kulturgeschichtliche Breitenwirkung erreichten erst ab der Mitte des 17. Jahrhunderts die Delfter Fayencen mit ihren in zahlreichen Werkstätten produzierten Fliesen und Geschirren. Die Formen und Motive des aus China (meist Wanli-Stil) importierten blau-weißen Porzellans, das im 17. Jahrhundert mit der Ostindischen Kompanie nach Holland kam, wurden so in Europa popularisiert. Umgekehrt passten sich die chinesischen und japanischen Hersteller den holländischen Kunden an: Sie kopierten und malten im Delfter Stil. Holland florierte. Bislang unerhörte Mengen von Fliesen Delfter und anderer nordniederländischer Werkstätten fanden dort, wie auch in Deutschland und England Absatz. In den Absatzgebieten wurden sie aber auch imitiert. Im 18. Jahrhundert wurden in Holland neben der blauen auch andere Scharffeuerfarben (rot, gelb und grün) wieder mehr verwendet. Die etwa dreißig Manufakturen fertigten nicht nur Gebrauchsgegenstände wie Fliesen, Krüge, Schüsseln, Körbe, Schalen, Blumenvasen, Tulpenständer und Spucknäpfe, sondern ebenso Menschen- und Tierfiguren sowie andere Vitrinenobjekte und Tafeldekorationen. Nach dem Niedergang der meisten Fayencemanufakturen im 19. Jahrhundert hatte 1876 Joost Thooft in Delft eine alte Töpferwerkstatt erworben und einen Professor für Dekorative Kunst zur Mitarbeit bewogen – beiden gelang eine künstlerische Wiederbelebung der Tradition. Ihre Fabrik De Porceleyne Fles produziert bis in die Gegenwart.

### Skandinavien
In Skandinavien wurde Rörstrand aus Schweden bekannt.
In Dänemark wurden in der „Store Kongensgade Fajancefabrik“ von 1722 bis 1770 „Danske Fajancer“ nach dem Vorbild der „Delfter Fayencen“ hergestellt, geleitet wurde diese bis 1725 von Johan Wolff, 1727–1749 von Johan Ernst Pfau und zuletzt von Christian Gierløf. Zudem produziert Royal Copenhagen neben feinstem Porzellan (wieder) Fayencen.

## Geschichte der Fayence in Deutschland

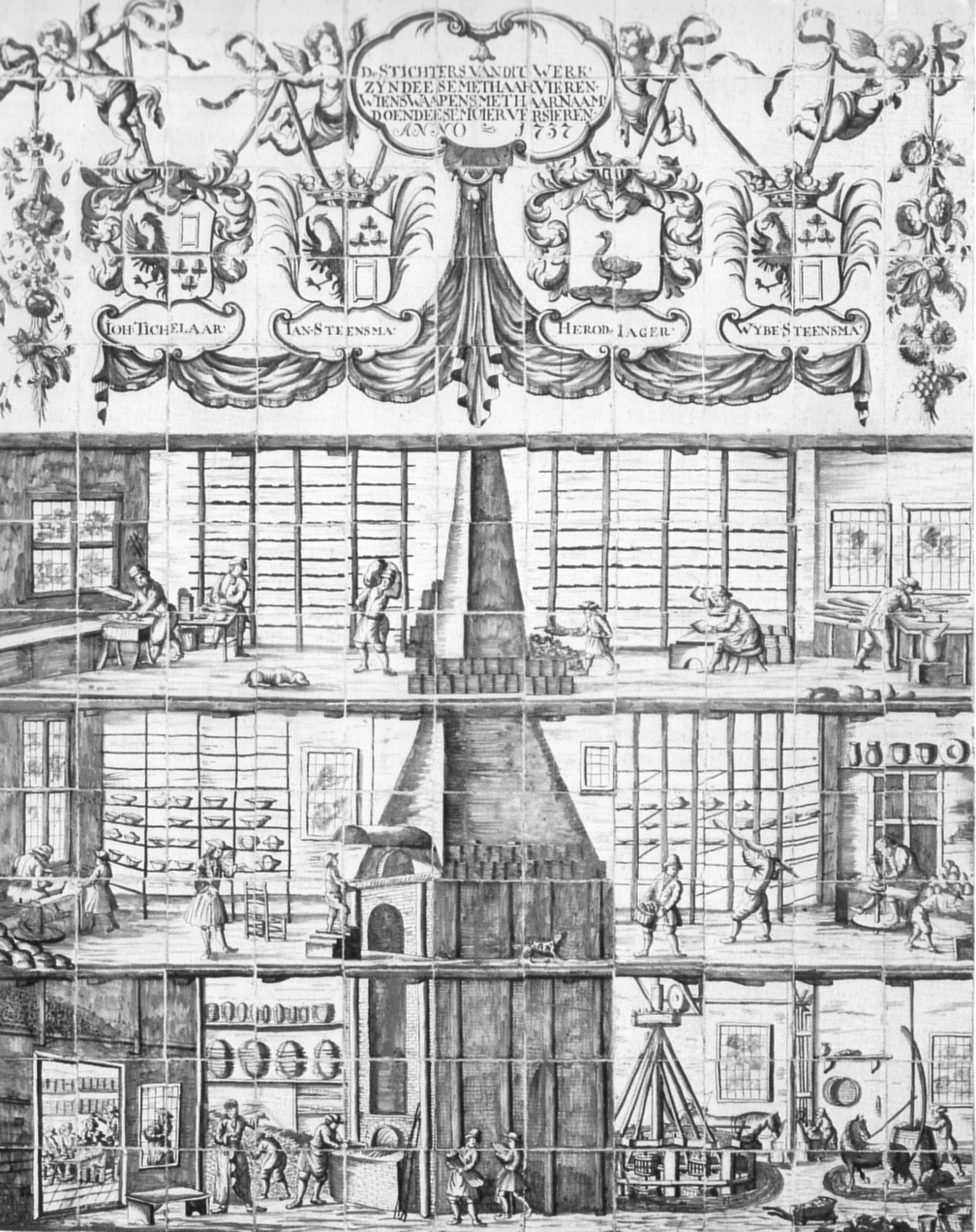
Darstellung einer friesischen Fayancetöpferei mit Brennofen auf mehreren Gebäudeetagen als Fliesentableau von 1737

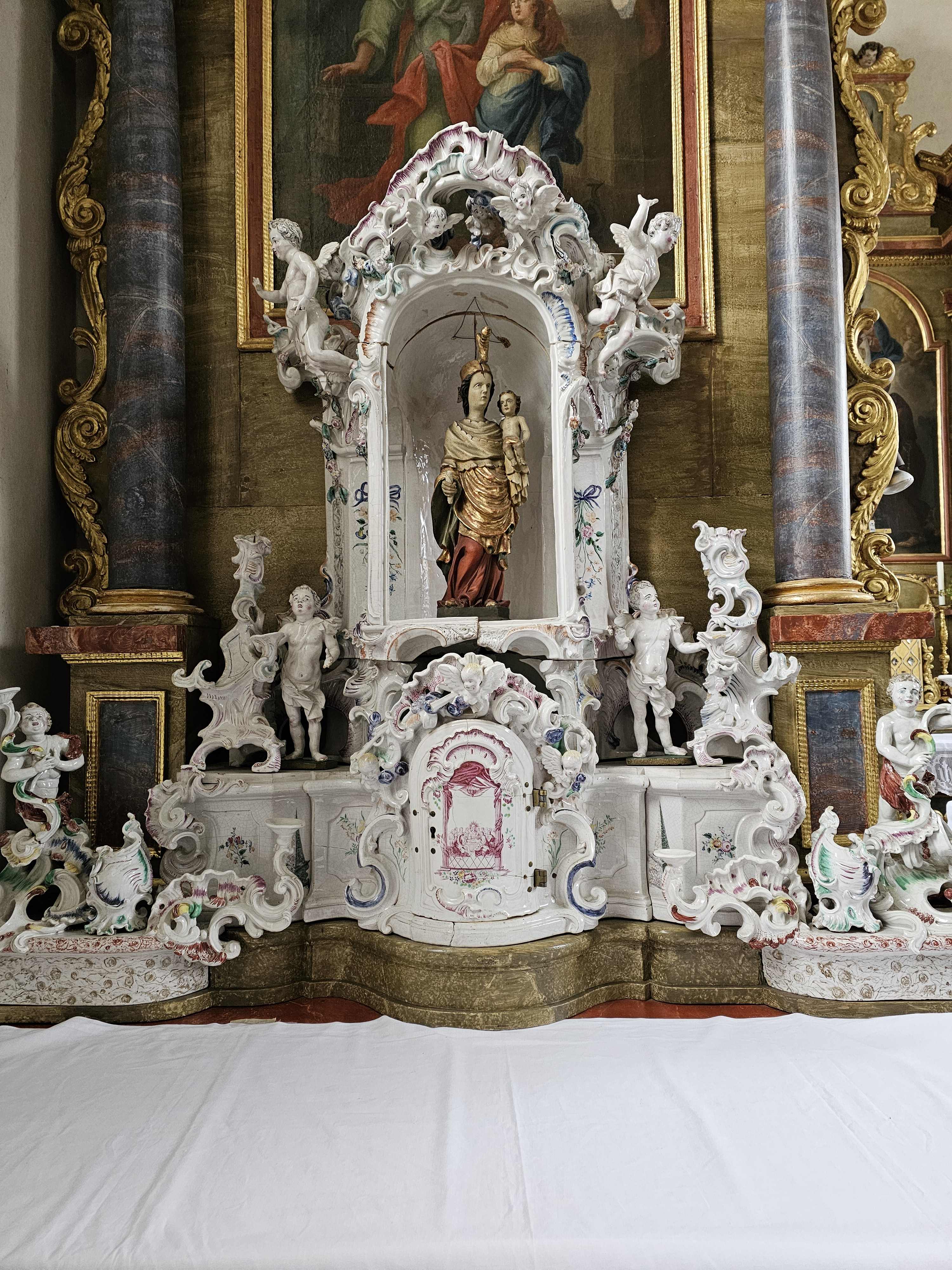
Schrezheimer Fayencealtar von 1773/74 (Rokoko) in der St.-Antonius-Kapelle

Im deutschen Sprachraum sind eigene Fayencen vor 1600 nur vereinzelt festzustellen. Punktuell gab es Töpferwerkstätten, die neben bleiglasierter Hafnerware ebenfalls mit Zinnweiß bemalte Stücke herstellten. Ein früher und bedeutender Hafner war Hans Kraut. Die Situation änderte sich grundlegend mit der Entstehung von Manufakturen, deren ökonomische Kennzeichen Arbeitsteilung, Serienfertigung und überregionaler Absatzmarkt waren. Die Produktion in Manufakturen etablierte sich aufgrund der Zollgrenzen im zerstückelten Deutschland und aufgrund des Merkantilismus als Wirtschaftsform der absolutistischen Staaten des 16. bis 18. Jahrhunderts. Viele Manufakturen waren fürstliche Gründungen oder standen unter fürstlicher Protektion. Der Landesherr unterstützte die Betriebe finanziell und materiell dadurch, dass sie die Ressourcen seines Landes nutzen durften: er gewährte Privilegien durch Erteilung von Konzessionen. Er konnte anschließend den Handel durch Zollerleichterungen fördern. Seine Ziele waren die Steigerung des Wohlstandes und Vermehrung der Steuereinnahmen. Durch die Produktion im eigenen Land hatte der Landesherr außerdem natürlich den Vorteil, die begehrten Produkte nicht teuer im Ausland erwerben zu müssen.
In Deutschland gab es an etwa 80 Orten Fayence-Manufakturen. Meist handelte es sich um Kleinbetriebe, in denen bis zu zehn Arbeitskräfte tätig waren. Die erste deutsche Fayence-Manufaktur wurde im Jahr 1653 von Christoph Bernhard von Galen im westfälischen Ahaus nahe der niederländischen Grenze gegründet, ging aber schon 1657 ein. Bedeutendere Manufakturen entstanden unter anderem in Kassel (1680), Hanau (1661), Heusenstamm (1662), Frankfurt am Main (1666), Berlin (1678), Braunschweig (1707), Dresden (1708), Ansbach/Bruckberg (1709), Nürnberg (1712), Fulda (1741), Göggingen bei Augsburg (1748), Proskau/Oberschlesien (1763), Bayreuth, Kelsterbach, Memmingen mit den Künersberger Fayencen, Schrezheim und Abtsbessingen.
Flörsheim am Main erinnert im örtlichen Wappen an die 1765 gegründete Flörsheimer Fayence Fabrik.

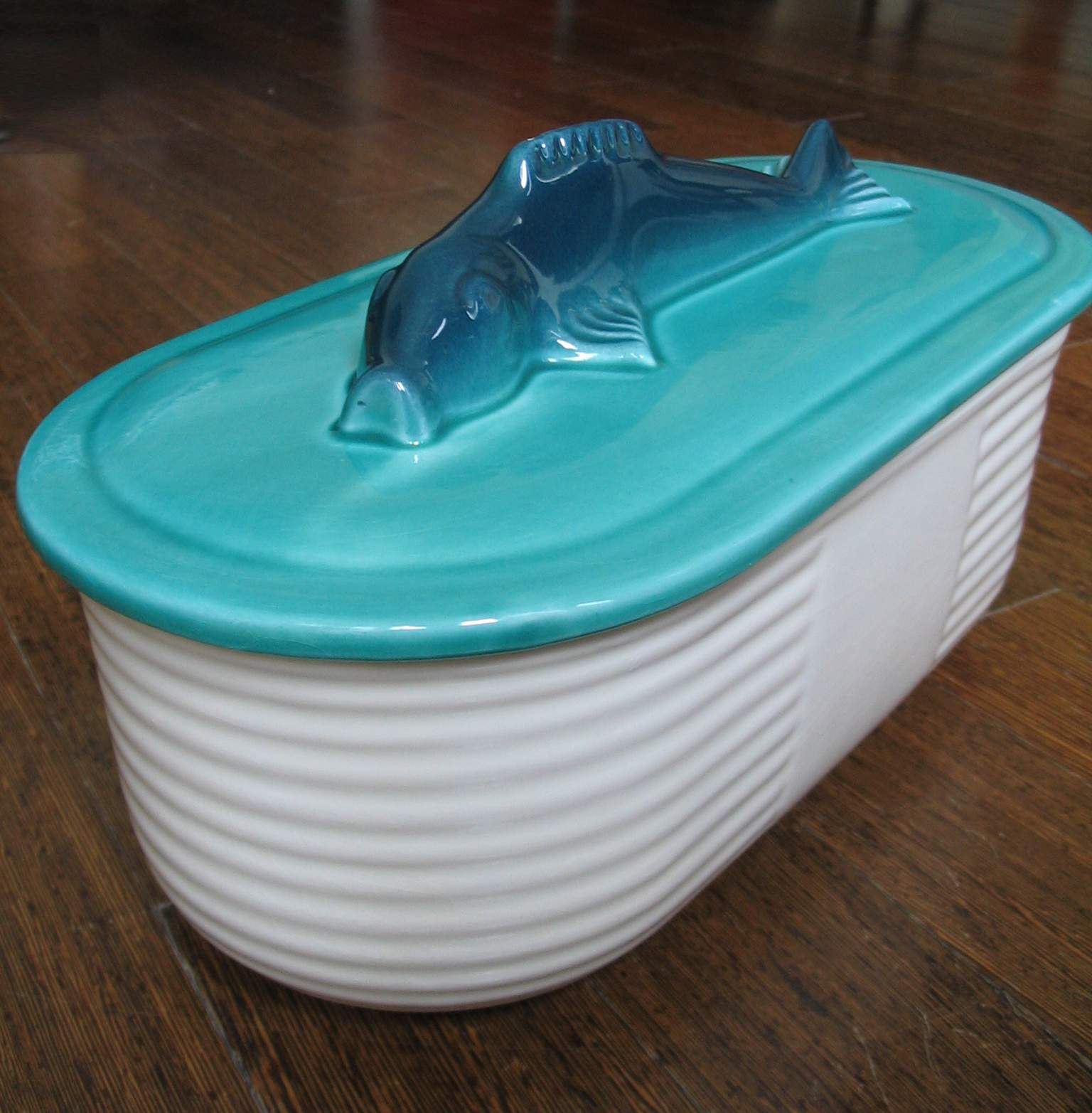
Fischterrine, Fayencemanufaktur Schramberg, um 1920–1930

Die norddeutsche Fayence wurde insbesondere durch die Manufakturen in Kellinghusen, Stockelsdorf und Stralsund geprägt. Anfänglich von holländischen Facharbeitern unterstützt, produzierten die frühen Betriebe Nachahmungen niederländischer Erzeugnisse. Bald bildeten sich lokale Eigenarten heraus, die es dem Kenner erlauben, ungemarkte Stücke bestimmten Entstehungsorten zuzuweisen. Beispiele dafür sind die Zuordnungen Laubgrün und Violett: Magdeburg, kleisterblaue Glasur: Hanau, birnförmige Krüge: Durlach, hervorragende Blumenmalerei: Straßburg. Spätestens gegen Ende des 18. Jahrhunderts konnte die Fayence dem Konkurrenzdruck des qualitätvolleren Porzellans und des preisgünstigeren Steinguts nicht mehr standhalten, die meisten Manufakturen gingen ein oder verlegten sich auf andere keramische Produkte.
In den Jahrzehnten um 1900 erlebte die künstlerische Fayence eine vorübergehende Nachblüte. „Majolikamanufakturen“ wurden neu gegründet und noch in den 1920er Jahren schufen Max Laeuger und Bernhard Hoetger bemerkenswerte Arbeiten in diesem Material. Die prominenten Keramiker nach dem Zweiten Weltkrieg wandten sich härter brennbaren Werkstoffen und dem Reiz irregulärer Glasurverläufe zu, während der Maler Charles Crodel mit den raumhohen Wandfeldern im Weißen Saal im Saalbau Essen (1954) und der in der Akademie der Bildenden Künste München gebrannten Fayencewand für den Gartensaal des Studentenwohnheims Biederstein (1955) die Fayencemalerei monumentalisierte.

### Geschichte der Fayence in Niedersachsen
Im Gebiet des südlichen Niedersachsens bestanden in einem Zeitraum von etwa 150 Jahren vier Produktionsstätten in drei Orten. Die Entwicklung begann 1707 in Braunschweig und endete mit der Schließung des letzten Betriebes 1854 in Münden. Im nördlichen und westlichen Niedersachsen gab es eine Herstellung von Fayencen in Jever, Wittmund und Osnabrück.

#### Braunschweig
Die Gründung der ersten Fayencemanufaktur erfolgte 1707 auf Initiative durch Herzog Anton Ulrich. Es handelte sich um einen Handwerksbetrieb im bescheidenen Umfang am Petritor, der anfangs von Pächtern betrieben wurde. 1758 kam die Anlage unter herzogliche Verwaltung. Bald führten wirtschaftliche Schwierigkeiten aufgrund von Konkurrenzdruck und Einfuhr von billigem englischen Steingut zur erneuten Verpachtung, diesmal an bisherige Mitarbeiter. 1807 erfolgte die Auflösung.
Eine zweite Manufaktur wurde 1745 am Wendentor von einem Unternehmer gegründet, der eine herzogliche Konzession erhielt. Sie enthielt umfangreiche Privilegien, wie Abgabenfreiheit auf Gebäude, freien Abbau von Ton und den Erlass von Ausfuhrzöllen. Der Betrieb ist vermutlich 1757 eingegangen.

#### Münden
Die Manufaktur in Münden entstand 1754 durch den Landdrost und hannoverschen Oberhauptmann Carl Friedrich von Hanstein (1700–1775). 1755 erteilte König Georg II. eine Konzession für Produktion sowie Verkauf der Erzeugnisse im In- und Ausland. Vorläufer war seit 1732 ein Betrieb zur Herstellung von Tonwaren außerhalb der Stadt auf dem Steinberg im Kaufunger Wald, wo er mit einer Ziegelei, einem Kohlebergwerk und einer Alaunsiederei eine Gewerbeansiedlung bildete. Kurz vor dem Siebenjährigen Krieg begann die Fayenceproduktion an der Werra etwa 100 Meter außerhalb der Stadtbefestigung Münden. 1788 waren 38 Männer beschäftigt. Mit ihren Familien lebten 128 Personen von der Fayencefertigung. Die Manufaktur verfügte über Niederlassungen unter anderem in Bremen, Kassel, Fritzlar, Goslar, Mühlhausen, Nordhausen. Nach dem Anschluss des Königreichs Hannover an den Deutschen Zollverein 1854 stellte die Manufaktur ihren Betrieb ein, vermutlich wegen der Aufhebung von Zöllen und der damit verbundenen verstärkten Einfuhr englischer Ware.

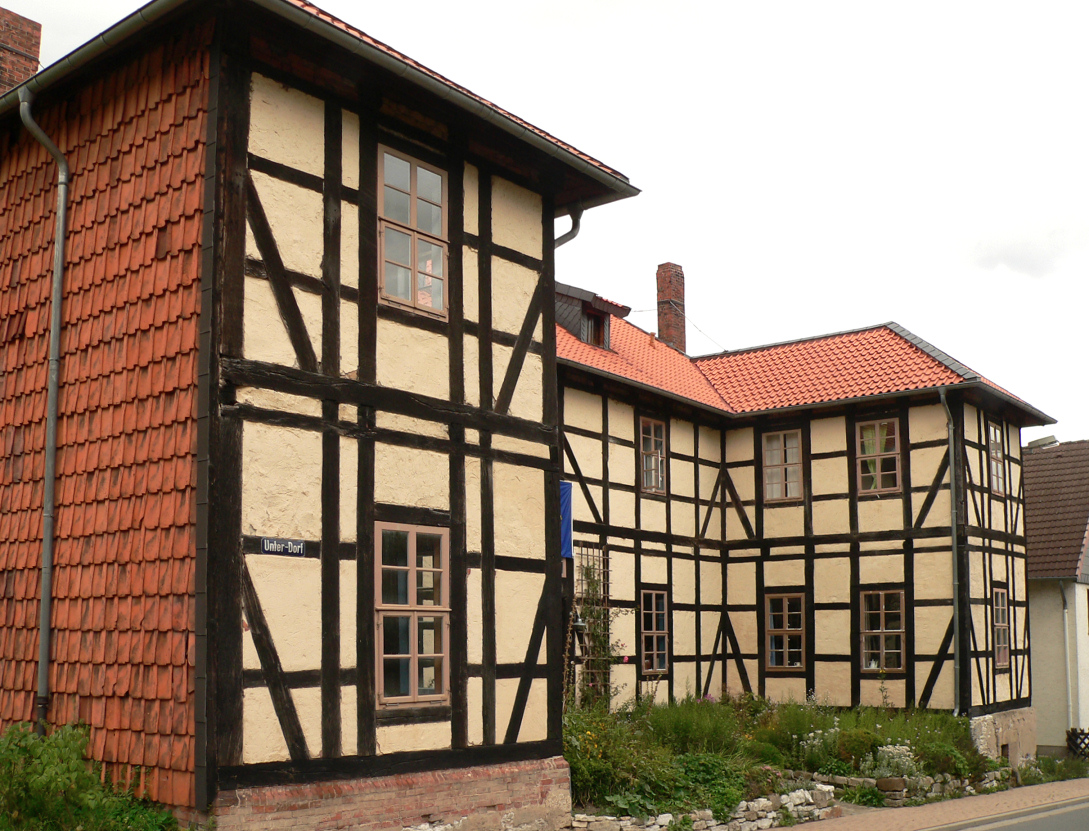
Das bis heute kaum veränderte Gebäude der Fayence-Manufaktur Wrisbergholzen

#### Wrisbergholzen
In Wrisbergholzen gründete  Freiherr Johann Rudolph von Wrisberg 1736 die Fayence-Manufaktur Wrisbergholzen. Sie produzierte von 1737 bis 1834, als es wegen der Konkurrenz durch Fabriken zur Betriebsstilllegung kam. Das herausragendste Beispiel für ihre großformatige Fliesenproduktion ist die Ausstattung des Fliesenzimmers im Schloss Wrisbergholzen. 680 der insgesamt 800 blau-weißen Fliesen mit emblematischen Motiven nach literarischen Vorlagen aus dem 16. sowie 17. Jahrhundert stammen aus der Manufaktur und verkleiden die Wände des Zimmers vollständig.

## Bekannte Fayencemanufakturen
- Fayencemanufaktur Abtsbessingen
- Ansbacher Fayencemanufaktur
- Fayencemanufaktur Aumund
- Fayencemanufaktur Cirey
- Eckernförder Fayencemanufaktur
- Dresdener Fayencemanufaktur
- Fayence-Manufaktur Frisching
- Fayencemanufaktur Göggingen
- Fayencemanufaktur Hagenau
- Hanauer Fayencemanufaktur
- Höchster Fayencemanufaktur
- Kieler Fayencemanufaktur
- Fayencemanufaktur Künersberg
- Fayencemanufaktur Lesum
- Stockelsdorfer Fayencemanufaktur
- Stralsunder Fayencenmanufaktur
- Fayence-Manufaktur Wrisbergholzen

## Museen
- Museum Deutscher Fayencen